# Финский залив
Фи́нский зали́в (фин. Suomenlahti, эст. Soome laht, швед. Finska viken) — залив в восточной части Балтийского моря, омывает берега Финляндии, России и Эстонии. Западной границей залива считается воображаемая линия между полуостровом Ханко и мысом Пыызаспеа (находится возле острова Осмуссаар).
Площадь Финского залива — 29 500 км², длина — 420 км, ширина от 70 км в горле до 130 км в самой широкой части, средняя глубина — 38 м (максимальная — 121 м).
На берегах залива расположено несколько городов:
- в России: Санкт-Петербург (включая Кронштадт, Сестрорецк, Зеленогорск, Ломоносов, Петергоф), Приморск, Сосновый Бор, Выборг, Высоцк, Усть-Луга;
- в Финляндии: Котка, Ловийса, Хельсинки, Хамина, Ханко;
- в Эстонии: Таллин, Тойла, Силламяэ, Нарва-Йыэсуу, Палдиски.

## Этимология
В Книге Большому чертежу Финский залив назван Котлино озеро.
Название Финский залив известно с 1730-х годов, по народу, населяющему северное побережье залива.
В 1737—1793 годах одновременно существовало наименование Кронштадтский залив.
С первой четверти XIX века для части залива восточнее острова Котлин параллельно бытует иронично-пренебрежительное наименование Маркизова лужа. По распространённой версии, «присвоено» моряками Балтийского флота по титулу морского министра в 1811—1828 годах маркиза Ивана Траверсе, ограничившего плавание флота только этим районом.

## Физико-географическая характеристика

### История формирования залива
В палеозое 300—400 миллионов лет назад вся территория современного бассейна Финского залива была покрыта морем. Осадочные отложения того времени — песчаники, пески, глины, известняки — покрывают мощной толщей (свыше 200 м) кристаллический фундамент, состоящий из гранитов, гнейсов и диабазов. Современный рельеф образовался в результате деятельности ледникового покрова (последнее, Валдайское оледенение было 12 тысяч лет назад). После отступания ледника образовалось Литориновое море, уровень которого был на 7—9 м выше современного. Уровни ледниковых водоёмов постепенно снижались, а их площадь уменьшалась. В связи с этим на бывшем дне водоёмов образовались террасы, ступенями спускающиеся к Финскому заливу. 4 тысячи лет назад море отступило и мели Финского залива превратились в острова. Современное более сильное воздымание Скандинавского щита привело к перекосу поверхности Финского залива. По этой причине северные берега залива — возвышенные и скалистые, а южные — подтопленные.

### Берега, рельеф дна и гидрография залива
Площадь Финского залива — 29,5 тыс. км². Длина залива от полуострова Ханко до Санкт-Петербурга — 420 км, ширина от 70 км в горле до 130 км в самой широкой части (на меридиане острова Мощный), а в Невской губе она уменьшается до 12 км. Финский залив мелководен. Профиль дна уменьшается по направлению от горла к вершине. Особенно резкое изменение происходит близ Нарва-Йыэсуу, из-за чего это место называют Нарвской стенкой. Средняя глубина — 38 м, максимальная глубина 121 м, глубина Невской губы — 6 м и менее, а в береговой полосе — до 1 м. По дну Невской губы для прохода судов проложен морской канал. В связи с большим притоком пресной воды из рек, особенно из Невы (2/3 всего стока), вода залива имеет очень небольшую солёность (от 0,2 до 9,2 ‰ у поверхности и от 0,3 до 11,0 ‰ у дна). Средняя температура воды зимой около 0 °C, летом 15—17 °C на поверхности и 2—3 °C у дна. Залив замерзает с конца ноября до конца апреля (в тёплые зимы может не замерзать круглый год). Замерзание начинается в восточной части залива и постепенно распространяется на запад. Характерны сильные ветровые волнения и нагоны воды при западных ветрах, приводящих к наводнениям (см. Наводнения в Санкт-Петербурге).
| Горизонт, м | Янв | Фев  | Мар | Апр | Май | Июн  | Июл  | Авг  | Сен  | Окт | Ноя | Дек |
| ----------- | --- | ---- | --- | --- | --- | ---- | ---- | ---- | ---- | --- | --- | --- |
| 0           | 0,8 | -0,4 | 0,2 | 0,6 | 4,4 | 10,0 | 15,4 | 16,0 | 13,5 | 8,6 | 5,7 | 3,0 |
| 10          | 0,5 | 0,0  | 0,1 | 0,3 | 3,3 | 7,5  | 13,2 | 14,6 | 12,5 | 8,4 | 6,1 | 4,1 |
| 20          | 0,8 | 0,2  | 0,1 | 0,4 | 1,8 | 4,7  | 7,2  | 7,9  | 10,4 | 8,2 | 6,1 | 4,3 |
| 30          | 1,0 | 0,4  | 0,3 | 0,4 | 1,4 | 2,5  | 3,5  | 3,9  | 7,8  | 6,0 | 5,3 | 4,4 |
| 50          | 3,0 | 2,5  | 2,2 | 2,5 | 2,3 | 2,5  | 2,6  | 3,3  | 3,1  | 3,2 | 4,1 | 3,9 |

| Показатель              | Янв. | Фев. | Март | Апр. | Май  | Июнь | Июль | Авг. | Сен. | Окт. | Нояб. | Дек. | Год  |
| ----------------------- | ---- | ---- | ---- | ---- | ---- | ---- | ---- | ---- | ---- | ---- | ----- | ---- | ---- |
| Абсолютный максимум, °C | 0,4  | 0,3  | 1,7  | 19,5 | 27,0 | 29,3 | 30,8 | 29,3 | 26,1 | 14,4 | 7,2   | 4,9  | 30,8 |
| Средняя температура, °C | 0,0  | 0,0  | 0,1  | 2,1  | 11,8 | 17,5 | 20,1 | 18,2 | 12,3 | 6,0  | 1,4   | 0,2  | 7,5  |
| Абсолютный минимум, °C  | 0,0  | 0,0  | 0,0  | 0,0  | 0,2  | 7,3  | 10,5 | 1,9  | 2,9  | 0,0  | 0,0   | −0,1 | −0,1 |

Северные берега Финского залива — возвышенные и извилистые, фьордно-шхерные с редкими крупными заливами (Выборгский) и полуостровами (Ханко, Порккала). Берег залива в основном отлогий с песчаными дюнами и береговыми валами. У самого берега мелкие пески, здесь можно увидеть «белые дюны», поросшие соснами.
Южные берега — подтопленные, вдоль всего берега проходит Балтийско-Ладожский глинт высотой до 40 м. Глинт протянулся в широтном направлении, в 20—25 км к югу от Невы и Финского залива, от реки Сяси в Ленинградской области, на запад до города Палдиски в Эстонии. Южнее глинта простирается ордовикское плато. Западная, повышенная его часть, носящая название Ижорской возвышенности (до 168 м), ограничивает с юга бассейн Финского залива. Отличительная её черта — почти полное отсутствие рек и озёр. В пределах Кургальского полуострова сформирован особый рельеф, обусловленный Курголовским плато, спускающимся к морю уступами, также служившими берегами древнему Литториновому морю. Южные берега с одной стороны относительно выровненные, слабо извилистые (как в восточной Эстонии), с другой стороны более изрезанные (как в западной Эстонии и в России, где есть глубокие заливы — Нарвский, Копорский, Лужская губа, разделённые Кургальским, Сойкинским и Каравалдайским полуостровами).
На востоке Финский залив заканчивается Невской губой, на западе сливается с открытыми районами Балтийского моря. Крайнюю западную часть Финского залива называют горлом, а крайнюю восточную — вершиной.
|                         |                     |                                           |                          |
| Берег залива у Комарово | Острова у Хельсинки | Вид на залив с таллинской церкви Олевисте | Рыбаки на Финском заливе |

С 2004 года на берегах Финского залива Курортного района проводится мониторинг деструктивных процессов на пляже посёлка Репино. Установлено увеличение количества штормов за последнее десятилетие (с 2000 года). В 2012 году разрушение берега составило 25 см. Были шторма когда теряли до 5 м берега. По прогнозам через 100 лет будет потеряно 200 метров береговой полосы. Для предотвращения этого предлагается создавать специальные удерживающие искусственные пляжи. По заказу Комитета по природопользованию разработана Концепция берегозащиты Финского залива, которая была поддержана членами Экологического совета при Правительстве Санкт-Петербурга. По подсчётам специалистов на данные мероприятия необходимо 20 млрд рублей.

### Бассейн и острова
Финский залив изобилует мелями, банками, шхерами и островами. Крупнейшие острова: Котлин с городом Кронштадт, Берёзовые острова (Большой Берёзовый, Северный Берёзовый и Западный Берёзовый), Лисий, Высоцкий с городом Высоцк, Гогланд, Мощный, Большой и Малый Тютерс, Соммерс, Найссаар, Кимито, Кокор, Оле, Нерва, Сескар, Рондо, архипелаг Большой Фискар и другие.
В Финском заливе в оборонительных целях построены искусственные острова — форты. Первые форты начали строить в период Северной войны между Россией и Швецией (1700—1721) для защиты от шведских войск со стороны Балтийского моря. Несколько фортов было возведено в XIX веке. Всего в Финском заливе 19 фортов: «Кроншлот», «Цитадель» («Император Пётр I»), «Рисбанк» («Император Павел I»), «Император Александр I» («Чумной»), «Князь Меншиков», «Обручев», «Тотлебен», «Риф», «Шанец», «Ден», «Красная горка», «Ино».
С востока в Финский залив впадает река Нева. С юга — Кейла, Пирита, Ягала, Валгейыги, Кунда, Пылтсамаа, Нарва, Луга, Систа, Коваши, Воронка, Чёрная, Лебяжья, Стрелка, Кикенка. С севера — Порвонйоки, Сайменский канал, соединяющий залив с озером Сайма, Хамина, Вантанйоки, Сестра.
|                         |                                 |                                        |                                                            |                        |                                              |
| Гавань Кронштадта зимой | Панорама Невы со стороны залива | Вид на остров Гогланд со стороны Котки | Финский залив с пристани Крестовского острова перед грозой | Закат в Финском заливе | Ледовое поле у Комаровского берега на закате |

### Флора и фауна
Основные ландшафты побережья и островов Финского залива относятся к подзоне южной тайги (лесные, луговые и болотные сообщества). Лесная растительность представлена сосновыми и еловыми лесами, а также лиственными лесами (берёза, ива, рябина, осина, чёрная и серая ольха). На всём протяжении Финского залива встречаются участки водно-болотной растительности, состоящие преимущественно из камыша озёрного и тростника обыкновенного, а также произрастает большое количество водных растений (кувшинка белая, кубышка жёлтая, уруть колосистая и мутовчатая, осока острая, двукисточник тростниковый, валериана приморская, клубнекамыш морской). Водная флора на мелководье залива представлена такими растениями, как наяда морская, руппия коротконожковая, штукения зостеровидная и другие.
На южном берегу Финского залива находятся несколько особо охраняемых природных территорий — орнитологический заказник Лебяжий, Кургальский, Гостилицкий и Котельский заказники.
В последние годы на берегах Финского залива часто находят детёнышей серого тюленя и балтийской кольчатой нерпы. Эти виды занесены в Красную книгу как редкие и уязвимые.
В водах Финского залива водятся атлантический лосось, бельдюга, бычок обыкновенный, бычок четырёхрогий, верховка, вьюн, голавль, гольян, густера, елец, ёрш, камбала, карась, Европейская корюшка девятииглая колюшка, трёхиглая колюшка, краснопёрка, кумжа, линь, липарис, морская игла, налим, окунь, пескарь, песчанка, пинагор, плотва, подкаменщик пестроногий, ручьевая минога, ряпушка, салака, сарган, морская щука, сиги, синец, сом, судак, сырть, треска, угорь, уклея, финта, чехонь, шпрот, щиповка, щука, язь. Весной и осенью в Финском заливе ведут лов рыбы. В заливе обитают два эндемика — балтийская сельдь (салака) и балтийская треска.

### Экологические проблемы
Экологическое состояние реки Невы, Невской губы и Финского залива является неудовлетворительным. Велико аномальное загрязнение ионами ртути и меди, хлорорганическими пестицидами, фенолами, нефтепродуктами, полиароматическими углеводородами. В связи с постройкой сооружений по защите Ленинграда — Санкт-Петербурга от наводнений произошло уменьшение водообмена Невской губы с восточной частью Финского залива на 10—20 %, что дало дополнительный вклад в увеличение концентрации биогенов в Невской губе. Наибольшие изменения происходят в придамбовой зоне на расстоянии менее 5 км от неё. Свой вклад дают неудачный выбор мест выброса северных и юго-западных очистных сооружений Санкт-Петербурга, высокая загрязнённость грунтов в некоторых районах Невской губы. Беспокойство вызывает начавшееся постепенное заболачивание мелководных частей Финского залива между Санкт-Петербургом и дамбой, поскольку ослабленные дамбой осенние штормы не способны уже в достаточной степени очищать дно Невской губы от поселяющихся там высших растений. Заболачивание и связанное с этим гниение остатков растений со временем может привести к дополнительной эвтрофикации водоёма и исключению из акватории обширных участков Невской губы (на которых, к тому же, в грунтах будет захоронено значительное количество вредных соединений).
Экологическое состояние Финского залива является одной из главных тем международных симпозиумов по экологии Балтики в связи с ключевой ролью Финского залива в экологическом состоянии восточной части бассейна Балтийского моря. Большое беспокойство у учёных Финляндии, Швеции, Эстонии и других стран в связи с этим вызывают проекты строительства нефтеналивных портов в Финском заливе.
С 1989 по 2005 год объём улова рыбы в Финском заливе сократился в 10 раз. На снижение вылова влияют естественные климатические изменения (в 2003 году в восточной части Финского залива произошло изменение гидрологической системы, при котором возникли зоны с дефицитом кислорода) и антропогенное воздействие (большой вред биосистеме Финского залива наносят гидротехнические и строительные работы). Проекты по строительству портов в Усть-Луге, Высоцке отрицательно влияют на процесс нереста рыбы. А ущерб от строительства Морского пассажирского порта на Васильевском острове может составить более 500 тонн рыбы в год. В процессе добычи песчано-гравийной смеси в Невской губе для намыва территории будет уничтожено нерестилище корюшки. При реализации проекта разработки железо-марганцевого месторождения в Финском заливе будет уничтожено нерестилище салаки.
В 2013 году Роспотребнадзор Петербурга из 24 пляжей на территории города признал пригодными для купания только один.
Порт Усть-Луга в Финском заливе станет обслуживать импорт в Россию радиоактивных и ядерных отходов через Балтийское море. Политическое решение об этом было принято Правительством России в 2003 году (Распоряжение № 1491-р от 14 октября 2003 года). Если проект в Лужской губе будет реализован, то поток тысяч тонн ядерных отходов (обеднённого гексафторида урана), который сейчас идёт из Германии и Франции через Кронштадтский порт Санкт-Петербурга, будет перенаправлен через эту закрытую приграничную зону. Далее этот опасный груз будет следовать через Санкт-Петербург в Новоуральск, Ангарск и другие города на востоке России.
С 1979 года в Петербурге началась очистка сточных вод. Крупнейшими канализационными очистными сооружениями Петербурга являются: Центральная станция аэрации, Северная станция аэрации, Юго-Западные очистные сооружения. В 1997 году очищалось около 74 % сточных вод, а в 2005 — уже 85 %. К концу 2008 года Петербург очищает 91,7 % сточных вод, а с 2011 года, с завершением строительства продолжения северной части главного канализационного коллектора очищаются почти все 100 %.
На октябрь 2013 уровень загрязнения Финского залива был значительно больше, чем у реки Невы.

### Охрана природы
Для охраны традиционных мест остановок перелетных птиц на Беломоро-Балтийском миграционном пути, мест массового гнездования водоплавающих птиц и местообитаний серого тюленя и кольчатой нерпы Постановлением Правительства РФ от 21.12.2017 № 1603 создан государственный природный заповедник «Восток Финского залива». Он имеет площадь 14086,27 га, из которых 920,27 га приходится на острова и 13166 га на морскую акваторию. Заповедник состоит из 9 изолированных участков.

## Важнейшие исторические события

### До 1700 года
На берегах Финского залива найдено множество стоянок древних людей, возраст которых насчитывает до девяти тысячелетий. Человек начал осваивать эти места по пятам уходящего ледника и вслед за тем, как земли стали освобождаться от вод разливавшихся тут послеледниковых озёр и морей. Примерно 3000—3500 лет назад в устье реки Сестры появился доисторический человек. Об этом свидетельствуют археологические находки в основаниях дюн около западного берега озера Разлив впервые найденные в 1905 году. Сейчас в этом районе найдено одиннадцать стоянок древнего человека времён неолита (новокаменного века). Инвентарь стоянок представлен орудиями, изготовленными из кварца — наконечники стрел, скребки для обработки шкур. Встречается множество черепков от древней посуды, украшенных ямочно-гребенчатым орнаментом, характерным для неолитических племён, живших в III—II тысячелетии до нашей эры по всей лесной полосе Восточной Европы. Рядом с битой посудой находят остатки очагов (обожжённые камни и золу). Учёные считают, что эти стоянки принадлежали бродячим общинам охотников. Они не знали земледелия и не имели домашних животных.

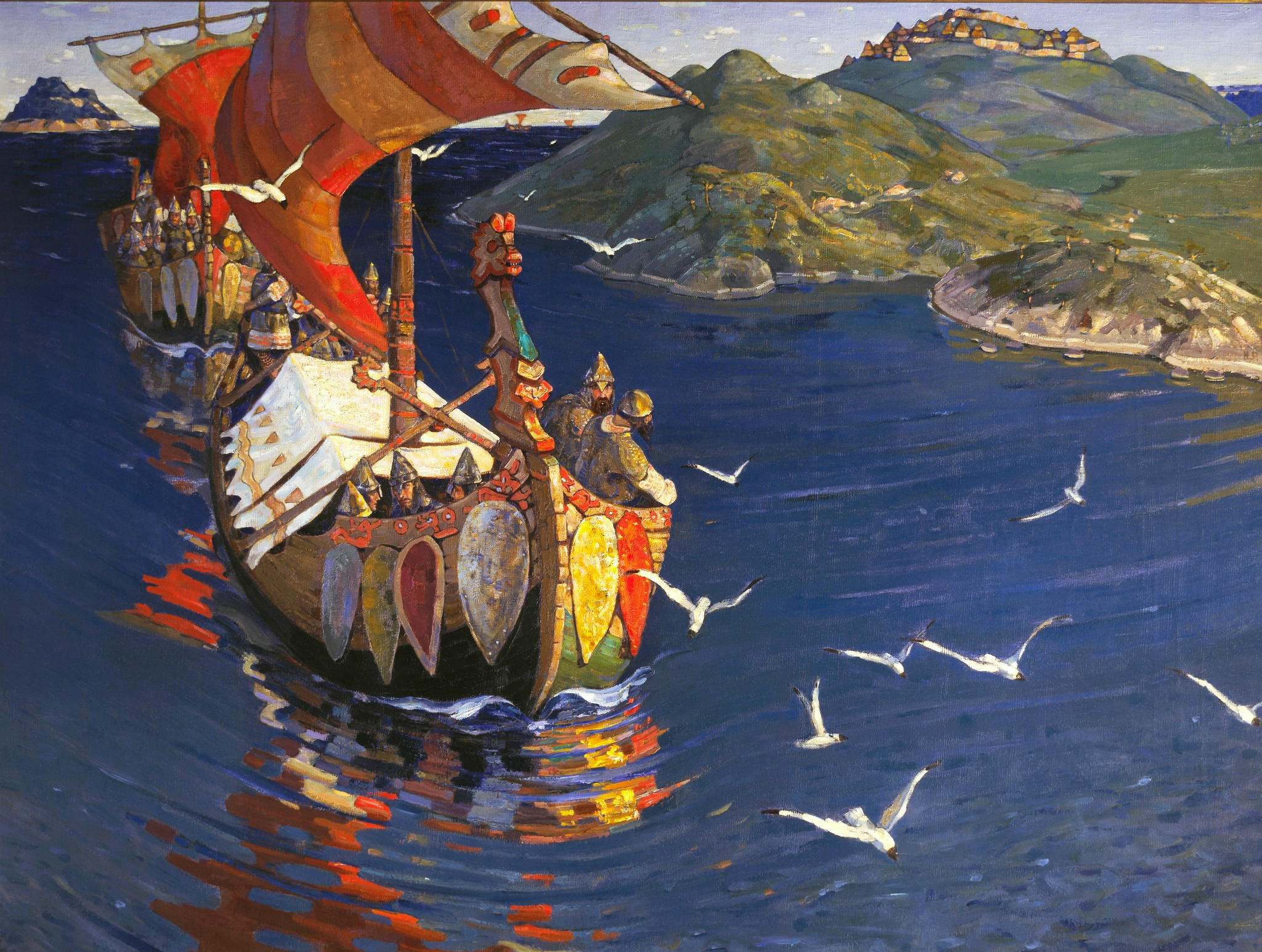
Заморские гости. Николай Рерих, 1899

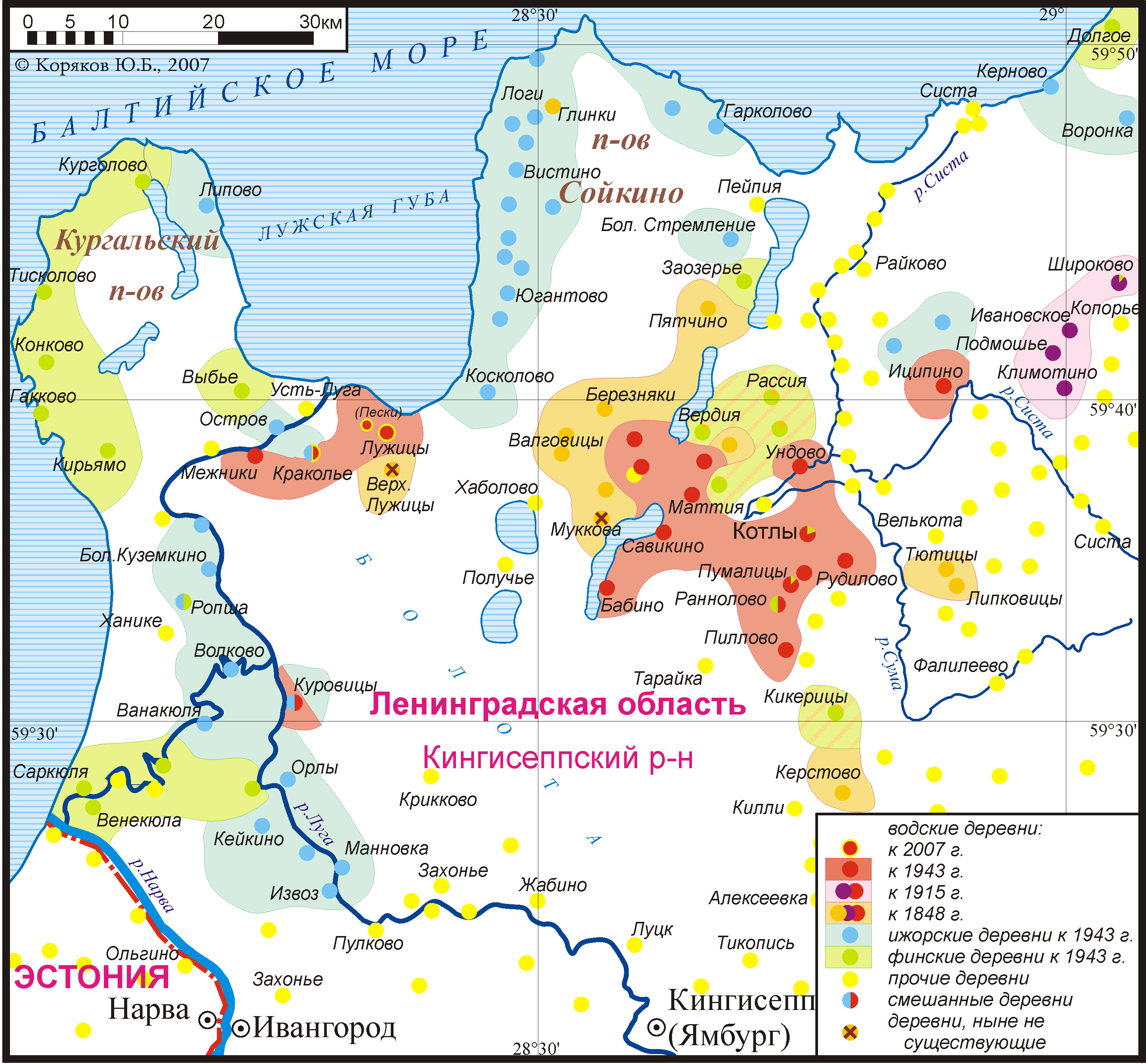
Этнографическая карта поселений води, ижоры и финнов на западе Ленинградской области

Финно-угорские народы населяли берега Финского залива. Эсты (чудь древнерусских летописей) занимали территорию современной Эстонии. На южном берегу Финского залива проживала водь, а южнее Невы — ижора. К западу от Ладожского озера поселились корела. На севере Финского залива расселились емь и сумь.
В VIII—IX веках берега Невы и Финского залива заселили восточные славяне (ильменские словене и кривичи). Здесь они занимались подсечно-огневым земледелием, скотоводством, охотой и рыбалкой.
В VIII—XIII веках по Финскому заливу и Неве проходил водный путь «Из варяг в греки» из Скандинавии через Восточную Европу в Византию.
С IX века восточные берега Финского залива принадлежали Великому Новгороду и входили в состав Водской пятины. В результате датского крестового похода 1219 года, северная Эстония была захвачена Данией. В XII веке на месте поселения эстов возникает город Ревель, на месте современного Таллина (в русских летописях Колывань). В 1346 году Северная Эстония была продана Ливонскому ордену. В 1561 году шведская армия высадилась в Ревеле и взяла под контроль северную часть средневековой Ливонии.
В XII—XIII веках финские племена емь и сумь были покорены шведами. В 1142 году произошло первое сражение между племенем емь под предводительством шведского ярла и славянами. В Финском заливе 60 шведских судов напали на 3 русских купеческих судна. В 1256 году при очередном нападении шведов, войско Александра Невского перешло по льду Финский залив, совершило сокрушительный набег на шведские владения в Финляндии. В 1293 году на месте захваченного шведами новгородско-карельского поселения был основан город Выборг.
В 1323 году между Швецией и Великим Новгородом был заключён Ореховский мир, по которому граница проходила по реке Сестре.
В XV веке Ижорская земля в составе Новгородской республики была присоединена к себе Московским Великим княжеством. В 1550 году шведским королём Густавом Вазой был основан город на месте современного Хельсинки. В результате поражения в войне со Швецией по Столбовскому миру 1617 года земли по Финскому заливу и реке Неве вошли в состав Шведской Ингерманландии. В 1632 году шведы основали в устье Невы крепость Ниеншанц.

### Российский период
В результате Северной войны 1700—1721 годов восточная часть Финского залива вошла в состав Российской империи. 16 (27) мая 1703 года в устье Невы неподалёку от Ниеншанца императором Петром I был заложен город Санкт-Петербург, ставший в 1712 году столицей. Для защиты города от шведского флота на насыпном острове около Котлина к маю 1704 года появилась башня Кроншлот, а к 1705 году на Котлине уже было построено 6 фортов и батарей, что послужило началом города Кронштадт. Эти фортификационные сооружения, прозванные современниками «Российскими Дарданеллами», были призваны контролировать фарватер Финского залива.
В 1710 году на южном берегу Финского залива были основаны города Петергоф и Ораниенбаум. 27 июля (7 августа) 1714 года у мыса Гангут (полуостров Ханко) между русским и шведским флотами произошло сражение, ставшее первой в истории России морской победой русского флота. В 1721 году по Ништадтскому миру Россия получила все земли по Неве и побережью Финского залива, а также Эстляндию, Лифляндию, западную часть Карельского перешейка с Выборгом, и вернула Швеции Финляндию. 6 (17) июля 1788 года в районе острова Гогланд, во время русско-шведской войны 1788—1790 состоялось Гогландское сражение.
В результате Русско-шведской войны 1808—1809 годов по Фридрихсгамскому мирному договору к России отошли Финляндия и Аландские острова. Созданное в 1809 году Великое княжество Финляндское получило широкую автономию в составе Российской империи. 6 декабря 1917 года сейм Финляндии провозгласил независимость. В результате Первой советско-финской войны 1918—1920 годов Финляндии отошла Западная Карелия до реки Сестры, возвращённая Советскому Союзу по итогам Советско-финляндской войны 1939—1940 годов.
|                     |                      |                                                    |
| Гангутское сражение | Гогландское сражение | Морское сражение при Выборге. И. Айвазовский. 1846 |

23 июля 1919 года Эстонская республика провозгласила независимость и просуществовала до 1940 года, войдя в состав Советского Союза.
В августе 1941 года при эвакуации основных сил Балтийского флота из Таллина в Кронштадт погибли 15 кораблей и катеров (5 эскадренных миноносцев, 2 подводные лодки, 3 сторожевых корабля, 2 тральщика, 1 канонерская лодка, 1 сторожевой катер и 1 торпедный катер), 43 транспорта и вспомогательных судов. Наибольшие потери флот понёс на траверзе мыса Юминда, несколько десятков кораблей лежат сейчас там под водой. На самом мысе в память о тех событиях был поставлен памятник — гранитный валун и мемориальная доска в окружении морских мин.
В 1978 году было принято решение с целью защиты Ленинграда от наводнений возвести Комплекс защитных сооружений Санкт-Петербурга от наводнений. Строительство гидротехнического комплекса, возводимого на границе Невской губы и Финского залива для предотвращения нагонных наводнений началось осенью 1979 года и завершилось 12 августа 2011 года.

## Хозяйственное значение
Для южного берега Финского залива характерно сочетание крупных антропогенных объектов — агрокомплексов, атомной электростанции, сети портов и уникальных природных и исторических уголков.
Основными портами Финского залива являются: Большой порт Санкт-Петербург (все виды грузов), Выборг (генеральные грузы), Приморск (нефть и нефтепродукты), Высоцк (нефтепродукты и уголь), Усть-Луга (уголь, генеральные, навалочные, лесные грузы и контейнеры); в Финляндии — Хельсинки (контейнеры), Котка (контейнеры, лес, сельхозпродукция, главный перевалочный порт грузов для России), Ханко (контейнеры, автомобили), Турку (контейнеры, железнодорожный паром); в Эстонии — Таллин (зерно, рефрижераторы, нефть), Силламяэ. Финский залив является крупной водной магистралью, входящей в состав Волго-Балтийского водного пути и Беломорско-Балтийского канала. Важнейшие грузы: с Кольского полуострова хибинский апатит, апатитовый концентрат, карельские гранит и диабаз в разные районы страны; лес и пиломатериалы из Архангельской и Вологодской областей в Прибалтику, Санкт-Петербург и на экспорт; чёрный металл из Череповца, донецкий и кузнецкий уголь, уральский серный колчедан, соликамские калийные соли — для Северо-запада, Прибалтики и на экспорт; зерно. В танкерах с Волги идут нефтегрузы для Северо-запада, Прибалтики и на экспорт.
В настоящее время в Финском заливе действуют следующие паромные линии:
- «Silja Line». Маршруты: Хельсинки (Финляндия) — Мариехамн (Аландские острова) — Стокгольм (Швеция), Хельсинки (Финляндия) — Таллин (Эстония).
- «Viking Line». Маршруты: Хельсинки (Финляндия) — Мариехамн (Аландские острова) — Стокгольм (Швеция), Хельсинки (Финляндия) — Таллин (Эстония).
- «Tallink». Маршрут Хельсинки (Финляндия) — Таллин (Эстония), Таллин (Эстония) — Мариехамн (Аландские острова) — Стокгольм (Швеция), Палдиски (Эстония) — Каппельшер (Швеция).
- «Finnlines». Одна из самых больших европейский паромных компаний. Осуществляет перевозки между Бельгией, Германией, Норвегией, Швецией, Финляндией и Россией.
- «Superfast Ferries» через «Tallink». Маршрут Таллин (Эстония) — Ханко (Финляндия) — Росток (Германия).
- «Eckeroline». Маршрут Хельсинки (Финляндия) — Таллин (Эстония).
- «SuperSeaCat». Маршрут Хельсинки (Финляндия) — Таллин (Эстония).
- «Георг Отс». Маршрут Калининград (Россия) — Санкт-Петербург (Россия).
- Летом 2008 года компанией Stella Lines была предпринята попытка открыть пассажирское движение (паром Julia) на маршруте Хельсинки — Санкт-Петербург[43].

В Финском заливе развито рыболовство. Наиболее важными местами лова в заливе являются его северное побережье в районе Выборга-Приморска и южный берег в районе Усть-Луги. Промысловое значение имеют салака, килька, корюшка, сиг, лещ, плотва, окунь, угорь, минога и другие. В 2005 году рыболовецкие предприятия Петербурга и Ленинградской области выловили из Финского залива около 2000 тонн рыбы.
В 1979—2011 годах в восточной части Финского залива велись работы по строительству Комплекса защитных сооружений Санкт-Петербурга от наводнений. Дамба несёт защитные и транспортные функции. Вся дамба является частью КАД.
В сентябре 2005 года было подписано соглашение о строительстве газопровода Северный поток по дну Балтийского моря от Выборга до немецкого города Грайфсвальда. Прокладка трубопровода была начата в апреле 2010 года. В сентябре 2011 года начато заполнение технологическим газом первой из двух ниток. 8 ноября 2011 года начались поставки газа. 18 апреля 2012 года была закончена вторая нитка. 8 октября 2012 года начались поставки газа по двум ниткам газопровода в коммерческом режиме.
28 февраля 2014 года Финляндия и Эстония заключили договор о прокладке газопровода Balticconnector, который должен пройти по дну Финского залива и соединить Финляндию с газовыми сетями балтийских стран. Кроме того, был заключён меморандум о намерениях по строительству терминалов сжиженного газа на финском и эстонском берегах залива.
|                              |                                   |                                   |                                                             |
| Большой порт Санкт-Петербург | Таллинский порт и его окрестности | Вид на центр Хельсинки с самолёта | Комплекс защитных сооружений Санкт-Петербурга от наводнений |

## Археология залива

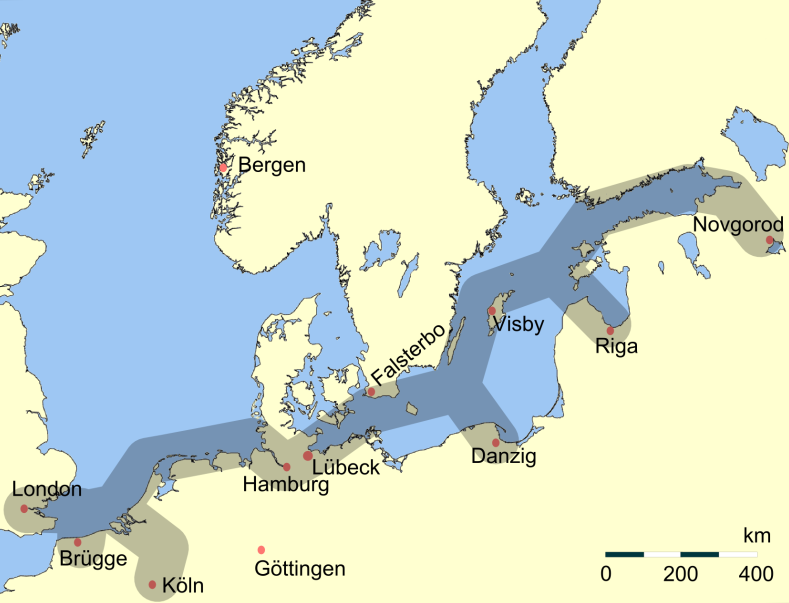
Основные торговые пути Ганзейского союза

Дно Финского залива — одно из крупнейших в мире кладбищ погибших кораблей, которые благодаря холодным и относительно пресным водам прекрасно сохранились. Через Финский залив с VI века проходит морской торговый путь, по нему в Северную Европу поступало 100 % серебра (около 3000 тонн в VIII—X веках). Позже этот путь был важнейшим в торговле Русского царства с городами Ганзы. В XVII веке он практически определял экономику Шведского королевства, а с начала XVIII века — стал главным каналом международной торговли для Российской империи.
Каждый год здесь погибали десятки судов. Известны случаи, когда в шторм погибали целые флотилии за несколько часов. Осенью 1743 года за 7 часов погибло 17 русских военных судов, возвращавшихся из Финляндии, а летом 1747 года всего за 4 часа на рейде Нарвы погибло 26 торговых судов. Рекорд был поставлен в 1721 году, когда при эвакуации русских войск из Финляндии за 3 месяца погибло более 100 кораблей (причём 64 — в одну ночь).
На конец 1996 года в российском секторе Финского залива насчитывается более 5000 затопленных объектов. Из них около 2500 — это корабли и суда, почти 1500 — самолёты, а остальные — разнообразные мелкие объекты — якоря, лодки, провалившиеся под лёд сухопутные транспортные средства (танки, трактора, автомашины, пушки и другое) и подводные кабели. По национальной принадлежности погибшие корабли относятся к русскому флоту (25 %), немецкому (19 %), английскому (17 %), шведскому (15 %), голландскому (8 %) и финскому (7 %). Остальные 9 % включают норвежские, датские, французские, американские, итальянские, эстонские и латвийские суда.
Дно Финского залива и особенно его восточной части изобилует объектами, представляющими потенциальную опасность для безопасности мореплавания, рыболовства, прибрежного строительства, прокладки подводных трубопроводов или кабелей, а также создающие угрозу экологических бедствий и катастроф. Активные и широкомасштабные минные постановки осуществлялись в Финском заливе ещё в годы Первой мировой войны, Гражданской войны и интервенции, Зимней войны. Анализ имеющейся неполной информации позволяют оценить масштабы постановки в 60 000 единиц (только постановки Российского императорского флота в 1914—1917 годах составили 38 932 мины). При этом послевоенным тралением, по оценкам специалистов, уничтожено не более 25 % выставленных мин.

## Достопримечательности
- Маяк Лесной Мол Створный Задний — четвёртый по высоте «традиционный» маяк в мире, самый высокий маяк в России[51] и самый высокий створный[англ.] (то есть, обязательно работающий в паре) маяк в мире.
- Толбухин маяк
- Лондонская банка